# هارولد روزين (سياسي أمريكي)
هارولد روزين هو شخصية أعمال وسياسي أمريكي، ولد في 1906، وتوفي في 7 مايو 1989. نشط حزبياً في الحزب الجمهوري. وقد انتخب عضو مجلس نواب ماساتشوستس ‏.